# Cirey-sur-Blaise
Cirey-sur-Blaise település Franciaországban, Haute-Marne megyében. Lakosainak száma 109 fő (2022. január 1.). Cirey-sur-Blaise Arnancourt, Beurville, Blumeray, Bouzancourt, Charmes-en-l’Angle, Charmes-la-Grande és Doulevant-le-Château községekkel határos.

## Népesség
A település népességének változása:
| Lakosok száma | 171  | 126  | 100  | 110  | 103  | 112  | 119  | 121  | 117  | 109  |
|               | 1968 | 1982 | 1990 | 2006 | 2013 | 2015 | 2017 | 2019 | 2020 | 2022 |